# Kanton Lemberg

Lage des Kantons Lemberg im Distrikt Bitsch 1790.

Der Kanton Lemberg (frz. canton de Lemberg) war ein Wahlkreis im Département Moselle, der von 1790 bis 1801 bestand.

## Geschichte
Der Kanton wurde am 4. März 1790 im Zuge der Einrichtung der Départements als Teil des damaligen „Distrikts Bitsch“ gegründet.
1802 wird der Kanton aufgelöst. Seine Gemeinden werden auf die Kantone Bitche und Rohrbach aufgeteilt.

## Geografie
Der Kanton lag im südlichen Teil des Bitscher Ländchens (Pays de Bitche). Höchstgelegener Punkt war bei Sarreinsberg (heute Goetzenbruck) mit 432 m, niedrigster Ort Mouterhouse mit 212 m.
Mit Ausnahme von Lambach, Mouterhouse und Siersthal war dieser Kanton deckungsgleich mit der ehemaligen Communauté de communes du Pays du Verre et du Cristal (dt. Gemeindeverband Glas- und Kristall-Land).

## Gemeinden
| Französischer Gemeindename 1802 | Deutscher Gemeindename 1874 | Heutige Gemeindezugehörigkeit | Heutiger Kanton |
| ------------------------------- | --------------------------- | ----------------------------- | --------------- |
| Althorn                         | Saareinsberg                | Goetzenbruck                  | Kanton Bitche   |
| Enchenberg                      | Enchenberg                  | Enchenberg                    | Kanton Bitche   |
| Gœtzenbrück                     | Götzenbrück                 | Goetzenbruck                  | Kanton Bitche   |
| Holbach                         | Siersthal                   | Siersthal                     | Kanton Bitche   |
| Lambach                         | Lambach                     | Lambach                       | Kanton Bitche   |
| Lemberg (mit Münzthal)          | Lemberg                     | Lemberg                       | Kanton Bitche   |
| Lemberg (mit Münzthal)          | Münzthal-St. Louis          | Saint-Louis-lès-Bitche        | Kanton Bitche   |
| Meisenthal                      | Meisenthal                  | Meisenthal                    | Kanton Bitche   |
| Montbronn                       | Mombronn                    | Montbronn                     | Kanton Bitche   |
| Mouterhausen                    | Mutterhausen                | Mouterhouse                   | Kanton Bitche   |
| Sarreinsberg                    | Saareinsberg                | Goetzenbruck                  | Kanton Bitche   |
| Siersthal                       | Siersthal                   | Siersthal                     | Kanton Bitche   |
| Soucht                          | Sucht                       | Soucht                        | Kanton Bitche   |